# 신구당쟁
신구당쟁(新舊黨爭)은 북송 중기 신종 때부터 말기 휘종 때까지 진행된, 신법당과 구법당의 당쟁이다. 신종은 왕안석을 재상으로 삼고 신법개혁을 추진했다(희녕변법). 신법은 단기적으로 효과가 있었으나 부작용도 있었고, 특히 이익을 침해받은 지주 사대부 계층이 반발하여 신법에 반대하는 구법당을 형성했다. 한기, 사마광, 구양수, 소동파 등이 구법당의 주요 요인이었다. 한편 신법당 내부에도 여혜경, 증포, 장돈 등왕안석의 비판자들이 있었다. 
이 당쟁은 처음에는 정책적 의견차로 시작했으나, 점차 발전하여 상대 당을 숙청하려는 권력다툼으로 비화했다. 신구 양당은 서로를 강력히 공격했고, 한 쪽이 권력을 잡으면 반대쪽을 숙청했다. 최종적으로는 신법당이 황제의 지지를 업고 승리했다. 50년 이상 지속된 신구당쟁은 북송의 정치 불안정화에 크게 기여했고, 최종적으로는 북송의 몰락으로 이어졌다고 평가된다.